# Roman Sklyar
Roman Vasilievich Sklyar (russo: Роман Васильевич Скляр; cazaque: Роман Васильевич Скляр, pronúncia russa: [ɾɐˈman vasʲiˈiˈlʲevʲitɕ sklʲɐɾ]; Pavlodar, 8 de maio de 1971) é um político e economista cazaque que atuou como primeiro-ministro interino do Cazaquistão em fevereiro de 2024. Era o Primeiro Vice-Primeiro Ministro desde janeiro de 2022.
Sklyar foi Vice-Akim de Pavlodar de 2005 a 2006, Deputado e Primeiro Vice-Akim da Região de Pavlodar de 2008 a 2011, Vice-Ministro dos Transportes e Comunicações de 2011 a 2013, membro de Mäjilis e Vice-Ministro da Economia Nacional em 2016, Vice-Ministro e Primeiro Vice-Ministro do Investimento e Desenvolvimento de 2016 a 2019, e Ministro da Indústria e Desenvolvimento de Infraestruturas em 2019.

## Infância e educação
Sklyar nasceu na cidade de Pavlodar. Ele se formou na Pavlodar State University em Engenharia Civil, no Instituto de Negócios Modernos de Moscou com graduação em Economia e no Instituto Cazaque de Direito e Relações Internacionais.

## Carreira
Começou sua carreira em 1989 como montador e instalador na Ekibastuzugleavtomatika MNU, e mais tarde trabalhou como engenheiro de segurança na Vakhinvest JV e em diversas estruturas comerciais.
De 2005 a 2006, Sklyar ocupou os cargos de chefe de gabinete, vice-akim de Pavlodar. De 2006 a 2007 trabalhou como chefe do departamento de desenvolvimento de infraestrutura do aparelho akim de Astana. A partir de 2007, atuou como Diretor do Departamento de Energia e Serviços Públicos da cidade de Astana. De 2008 a 2011, ocupou os cargos de deputado e primeiro deputado akim da região de Pavlodar.
Em maio de 2011, Sklyar tornou-se Vice-Ministro dos Transportes e Comunicações. De 2014 a 2016, trabalhou como vice-presidente do Cazaquistão Temir Zholy JSC.
Nas eleições de 20 de março de 2016, Sklyar foi eleito para os Mäjilis pela lista do partido Nur Otan, onde atuou como presidente da Comissão de Reforma Econômica e Desenvolvimento Regional. De maio a dezembro de 2016 atuou como Vice-Ministro da Economia Nacional.
Em 23 de dezembro de 2016, Sklyar tornou-se Vice-Ministro do Investimento e Desenvolvimento. Ele era então o primeiro vice-ministro desde 18 de janeiro de 2018. Depois que o governo de Bakhytjan Sagintayev foi demitido em 21 de fevereiro de 2019, Sklyar tornou-se Ministro da Indústria e Desenvolvimento de Infraestrutura em 25 de fevereiro no governo do primeiro-ministro Askar Mamin.
Em 18 de setembro de 2019, foi nomeado Vice-Primeiro Ministro.
Em 5 de fevereiro de 2024, o governo de Älihan Smaiylov renunciou completamente. O presidente Kassym-Jomart Tokayev nomeou Sklyar como primeiro-ministro interino do Cazaquistão.